# مالومشوک
مالومشوک (به مجاری:  Malomsok) یک شهرداری در مجارستان است که در ناحیه پاپا واقع شده‌است. مالومشوک ۲۵٫۷۴ کیلومتر مربع مساحت و ۶۰۱ نفر جمعیت دارد.